# Йоахим Фугер фон Кирхберг и Вайсенхорн
Йоахим Фугер фон Кирхберг-Вайсенхорн (на немски: Joachim Fugger Freiherr von Kirchberg und Weissenhorn; * 2 декември 1563 в Тауфкирхен; † 1607) е фрайхер на Фугер фон Кирхберг-Вайсенхорн, господар на Тауфкирхен и Алтенердинг (Ердинг), вицедом на Бургхаузен.
Той е син на търговеца, библиофил и хуманист фрайхер Йохан Якоб Фугер фон Кирхберг и Вайсенхорн (1516 – 1575), кмет на Аугсбург, и втората му съпруга Сидония фон Колау-Ватцлер († 19 август 1573), дъщеря на Георг фон Колаус-Ватцлер и Пракседис фон Нойхауз.
Брат е на Алексиус (1562 – 1623), господар на Аделсхофен, Албрехт (1565 – 1624), Константин I (1569 – 1627), господар на Циненберг, Траян (1571 – 1609), господар на Унтерзулментинген, и Матиас (1572 – 1603).
Полубрат е на Зигмунд (1542 – 1600), епископ на Регенсбург (1598 – 1600), и Северин (1551 – 1601), господар на Швабмюнхен, женен на 22 април 1583 г. във Визенщайг за Катарина фон Хелфенщайн-Визенщайг (1563 – 1627), която е полусестра на бъдещата му съпруга Мария Магдалена фон Хелфенщайн-Визенщайг.
След смъртта на брат му Константин през 1627 г. родът Фуггер се разделя на три линии, които съществуват до 1738 г.
Йоахим Фугер умира през 1607 г. и е погребан в църквата на Тауфкирхен, където се намира гробният му камък.

## Фамилия
Йоахим Фугер фон Кирхберг-Вайсенхорн се жени на 14 октомври 1590 г. във Визенщайг за Мария Магдалена фон Хелфенщайн-Визенщайг (* 24 юли 1562; † 4 март 1622), дъщеря на граф Себастиан фон Хелфенщайн (1521 – 1564) и първата му съпруга Мария фон дер Марк († 1563), дъщеря на Роберт II фон Марк-Аренберг (1506 – 1536) и Валбурга фон Егмонт-Бюрен († 1547). Те нямат деца.